# محدودیت (فیلم)
محدودیت (انگلیسی: Bound) فیلمی در ژانر جنایی، سرقت و نئونوآر به کارگردانی واچوفسکی‌هاست که در سال ۱۹۹۶ منتشر شد.

## بازیگران
- جینا جرشون
- جنیفر تیلی
- جو پانتولیانو
- کریستوفر ملونی
- ریچارد سی سارافیان
- کوین مایکل ریچاردسون
- مارگارت کورت
- جان پی رایان